# مایدان، گمینا ستوچک
مایدان (به لهستانی: Majdan) یک روستا در لهستان در منطقه اداری گمینا ستوچک واقع در شهرستان ونگروف استان ماسوویان در شرق-مرکزی لهستان است. این روستا در ۱۵ کیلومتری شمال‌غربی ونگروو و ۶۸ کیلومتری شمال‌شرقی ورشو قرار گرفته است.